# Daia
Daia là một xã thuộc hạt Giurgiu, România. Dân số thời điểm năm 2002 là 3139 người.